# 国展中心站
国展中心站位于中华人民共和国江西省南昌市青山湖区罗家镇广州大道，是南昌地铁2号线的地铁车站。

## 车站结构
国展中心站为地下三层岛式站台车站，总长631.7米，车站宽度22.9，风亭数量5个，该车站总建筑面积46533.36平方米，其中地上1382.24平方米，地下45151.12平方米。本站是2号线东延段规模最大的车站。
本站设计为2号线与5号线（现已调整为7号线）的换乘站，预计7号线的月台将设置在地下二层。

### 楼层
| 1层  | 地面               | 出入口                       |  |  |
| -1层 | 站厅               | 自动售票机、客服中心         |  |  |
| -3层 |                    | █ 2号线 往南路（枫下）       |  |  |
|      | 岛式站台，左侧开门 |                              |  |  |
|      |                    | █ 2号线 往南昌东站（终点站） |  |  |

### 出入口
| 编号      | 指示         | 图片 | 建议前往的目的地 |
| --------- | ------------ | ---- | ---------------- |
| 出口 · 1L | 广州大道南侧 |      |                  |
| 出口 · 2L | 广州大道北侧 |      |                  |
| 出口 · 3L | 广州大道北侧 |      | 胡坊村           |
| 出口 · 4L | 广州大道南侧 |      | 胡坊村           |
| 註： 設有 |              |      |                  |

## 历史
本站在二期规划调整公示和环评时称作胡坊站，以车站所处的胡坊村命名，后因车站附近计划兴建南昌国际会展中心，故车站最终定名为国展中心站。
2021年12月24日，车站开工。
2023年5月15日，车站封顶，是2号线东延段最后一座封顶的车站。
2025年6月28日，车站随2号线东延段开通而启用。